# Liste der Monuments historiques in Brenouille
Die Liste der Monuments historiques in Brenouille führt die Monuments historiques in der französischen Gemeinde Brenouille auf.

## Liste der Bauwerke
| Bezeichnung     | Beschreibung                  | Standort | Kennzeichnung | Schutzstatus | Datum | Bild           |
| --------------- | ----------------------------- | -------- | ------------- | ------------ | ----- | -------------- |
| Kirche St-Rieul | Erbaut ab dem 12. Jahrhundert | (Lage)   | PA00114547    | Inscrit      | 1927  | weitere Bilder |

## Liste der Objekte
| Bezeichnung                             | Beschreibung                                | Standort                      | Kennzeichnung | Schutzstatus | Datum | Bild |
| --------------------------------------- | ------------------------------------------- | ----------------------------- | ------------- | ------------ | ----- | ---- |
| Grabplatte für Louis le Bel             | Kalkstein, 1684                             | in der Kirche St-Rieul (Lage) | PM60000382    | Inscrit      | 1912  |      |
| Glocke                                  | Bronze, 1777 gegossen                       | in der Kirche St-Rieul (Lage) | PM60000383    | Classé       | 1912  |      |
| Grabplatte für Marguerite de Masparault | Kalkstein, 1682                             | in der Kirche St-Rieul (Lage) | PM60000381    | Classé       | 1912  |      |
| Grabplatte für François de Trossy       | Kalkstein, 1641                             | in der Kirche St-Rieul (Lage) | PM60000379    | Classé       | 1912  |      |
| Grabplatte für Philippe le Bel          | Stein, drittes Viertel des 17. Jahrhunderts | in der Kirche St-Rieul (Lage) | PM60004576    | Inscrit      | 1998  |      |
| Grabplatte für Louise de la Motte       | Stein, 1640                                 | in der Kirche St-Rieul (Lage) | PM60000380    | Classé       | 1912  |      |
| Grabplatte für Daniel le Bel            | Stein, Ende des 17. Jahrhunderts            | in der Kirche St-Rieul (Lage) | PM60004577    | Inscrit      | 1998  |      |